# 西山将士
西山 将士（にしやま まさし、1985年7月9日 - ）は、日本の柔道家である。階級は90kg級。身長179cm。血液型はA型。組み手は左組み。段位は四段。得意技は大外刈、大内刈、寝技。現在は、Prover株式会社で代表を務めており、転職の支援と法人の採用支援を行っている。2022年8月より柔道着素材を使ったトートバッグの商品企画を開始した。

## 経歴
山口県下関市彦島出身。6歳の時に柔道を始めた。
国士舘高校3年の時にインターハイ団体戦と個人戦100kg級で優勝を果たした。
国士舘大学に入学後、学生体重別で2年連続3位になるなど一定の活躍をするが、際立った活躍は見られなかった。
新日本製鐵に入社後に階級を1つ下げ90kg級にすると、講道館杯で優勝を果たし、さらに2009年には体重別でも優勝するが世界選手権代表には選ばれなかった。国際大会ではアジア選手権や東アジア競技大会で優勝した。また、団体戦のワールドカップ・サルヴァドールや世界団体で活躍をして日本チームの優勝に大いに貢献した。そして2010年の講道館杯では3連覇を達成した。12月にはグランドスラム・東京でも優勝を飾る。2011年11月には講道館杯で大学の先輩である鈴木桂治以来の4連覇を達成した。
12月のグランドスラム・東京では前年に続いて2連覇を果たした。
2012年1月にはワールドマスターズに出場して、準々決勝では世界チャンピオンであるギリシャのイリアス・イリアディスに指導2で優勢勝ちすると、準決勝はブラジルのティアゴ・カミロを技あり、決勝ではロシアのキリル・ボプロソフを有効でそれぞれ下して、今大会初優勝を飾った。
5月の体重別では高校と大学の同期であり、平成24年度全日本柔道選手権王者の加藤博剛に決勝で敗れて2位だったものの、加藤が世界ランキングの関係上、オリンピック代表候補資格を保持していなかったこともありロンドンオリンピック代表に選出された。また、1月のワールドマスターズで世界王者のイリアディスを破った実績が評価されての代表選出でもあった。8月のロンドンオリンピックでは準々決勝で伏兵の韓国の宋大南に敗れはしたものの、敗者復活戦を判定勝ちすると、3位決定戦でもロシアのキリル・デニソフを同じく判定で下して銅メダルを獲得した。
2013年5月の体重別では初戦で敗れたが、過去の実績から世界選手権代表に選ばれた。しかし、8月の世界選手権では2回戦でカザフスタンのイスラム・ボズバエフに十字固で敗れた。
2015年8月の実業個人選手権では優勝するものの、11月の講道館杯では2回戦で敗れて2016年リオデジャネイロオリンピックの代表争いに加わることができなくなったために、引退する意向であることを表明した。
2016年1月に現役引退を正式に発表した。この際に、「約24年間の競技人生を振り返れば、『柔道着に日の丸を付けてオリンピックという最高の舞台で世界のライバルと戦えた事を誇りに思う』という境地に到り、この度の決断をする事が出来ました」とコメントした。
引退後は5年間の間、所属先の日本製鉄の社業に専念していたが、2020年12月に退社して起業した。現在はProver株式会社代表取締役として、アスリートや異業種に挑戦する方々への転職支援や法人の採用支援を行っている。。2022年8月には柔道着の素材を使ったトートバッグの商品企画を開始した。

## 人物
2014年2月、出身地に近く、所属先とも歴史的な繋がりを有する北九州市から特命スポーツ大使を委嘱された。
矢沢永吉のファン。

## 戦績
- 2000年 - 全日本選抜少年柔道大会 中学生の部 個人戦 3位
- 2003年 - インターハイ 優勝
- 2003年 - ドイツジュニア国際 優勝
- 2003年 - ジュニア体重別 3位
- 2004年 - ジュニア体重別 2位
- 2006年 - 講道館杯 3位
- 2006年 - 学生体重別 3位
- 2007年 - 学生体重別 3位
- 2008年 - 2011年 講道館杯 4連覇
- 2008年 - 嘉納杯 3位
- 2009年 - 体重別 優勝
- 2009年 - アジア選手権 優勝
- 2009年 - ユニバーシアード 団体戦 3位
- 2009年 - 東アジア競技大会 優勝
- 2010年 - グランドスラム・パリ 5位
- 2010年 - 体重別 3位
- 2010年 - ワールドカップ・サルヴァドール 優勝
- 2010年 - 世界団体 優勝
- 2010年 - グランドスラム・東京 優勝
- 2011年 - ワールドマスターズ 5位
- 2011年 - グランプリ・デュッセルドルフ 3位
- 2011年 - 東アジア選手権 個人戦 団体戦ともに優勝
- 2011年 - グランドスラム・東京 優勝
- 2011年 - グランプリ・青島 優勝
- 2012年 - ワールドマスターズ 優勝
- 2012年 - 体重別 2位
- 2012年 - ロンドンオリンピック 3位
- 2012年 - 世界団体 2位
- 2012年 - グランドスラム・東京 2位
- 2013年 - アジア選手権 団体戦 2位
- 2014年 - 実業個人選手権 2位(100kg級)
- 2015年 - 実業個人選手権 優勝

(出典、JudoInside.com)。

## 有力選手との対戦成績
| 国籍                 | 選手名                   | 内容   |
| -------------------- | ------------------------ | ------ |
| ギリシャの旗         | イリアス・イリアディス   | 1勝1敗 |
| ウズベキスタンの旗   | ディルショド・チョリエフ | 5勝    |
| キューバの旗         | アスレイ・ゴンサレス     | 1勝    |
| ブラジルの旗         | ティアゴ・カミロ         | 2勝    |
| アゼルバイジャンの旗 | エルハン・ママドフ       | 1勝    |

(参考資料：ベースボールマガジン社発行の近代柔道バックナンバー、JudoInside.com等)。